# Hôtel-Dieu de Bourges
L'hôtel-Dieu de Bourges est un établissement hospitalier de Bourges, en France. Il est postérieur de cinquante ans aux Hospices de Beaune, car cet hôtel-Dieu date de 1510-1527 pour la partie gothique (chapelle, salle des malades et cuisines) et de 1628-1639 pour sa partie classique, mais c'est la même conception des établissements hospitaliers du Moyen Âge.
C'était un bâtiment important pour une ville qui comptait alors 15 000 habitants et venait d’être marquée par le grand incendie de Bourges qui détruisit un tiers de la ville dans le secteur nord-ouest en 1487. L'hôtel-Dieu est construit dans le secteur sinistré.
Après quatre siècles d'utilisation hospitalière, il a été remplacé en 1995 par un nouvel hôpital situé à l'autre extrémité de la ville. Les bâtiments, acquis par la ville, sont en cours de restauration pour accueillir des réunions culturelles ; les bâtiments plus modernes (XXe siècle) ont été réutilisés, en particulier pour loger les étudiants.
Les bâatiments sur la rue Gambon de 1930 abrite actuellement la maison des association.
Les bâtiments du XVIe siècle et XVIIe siècle (extérieurs et intérieurs), ainsi que la porte sur la rue Gambon, sont classés au titre des monuments historiques depuis le 14 juin 1946.

## Situation
L'Hôtel Dieu est situé en France, à l'extrémité ouest du plateau calcaire qui constitue le site de Bourges à proximité de l'Yvrette, une rivière artificielle et souterraine qui forme un des multiples bras de l'Yèvre en aval des marais de Bourges. Situé en dehors des remparts gallo-romains, cet Hôtel-Dieu est néanmoins construit en dedans de la muraille de Philippe Auguste, près de la porte ouest de la ville (pont Merlan) ; les établissements précédents étaient situés à l'est près de la cathédrale Saint-Étienne (premier hôtel-dieu) ou au Nord près de la Voiselle (Hôpital Saint-Julien) qui étaient plus ancien (1216) ; d'autres établissement sont situés au-delà de l'enceinte et de l'Yévre : Hôpital Saint-Lazare (maladrerie consacrée aux lépreux) et le Sanitat (actuel Hôpital Général : refuge pour les pestiférés lors de la grande peste de 1582 et 1628).
Il est construit à proximité de la porte Saint-Sulpice (actuellement place Rabelais) en bordure de la rue Royale (rue Saint-Sulpice, actuellement rue Gambon) qui reliait l'abbaye Saint-Sulpice, située hors des murs, au quartier commerçant de la rue Mirebeau et de la place Gordaine

## Histoire

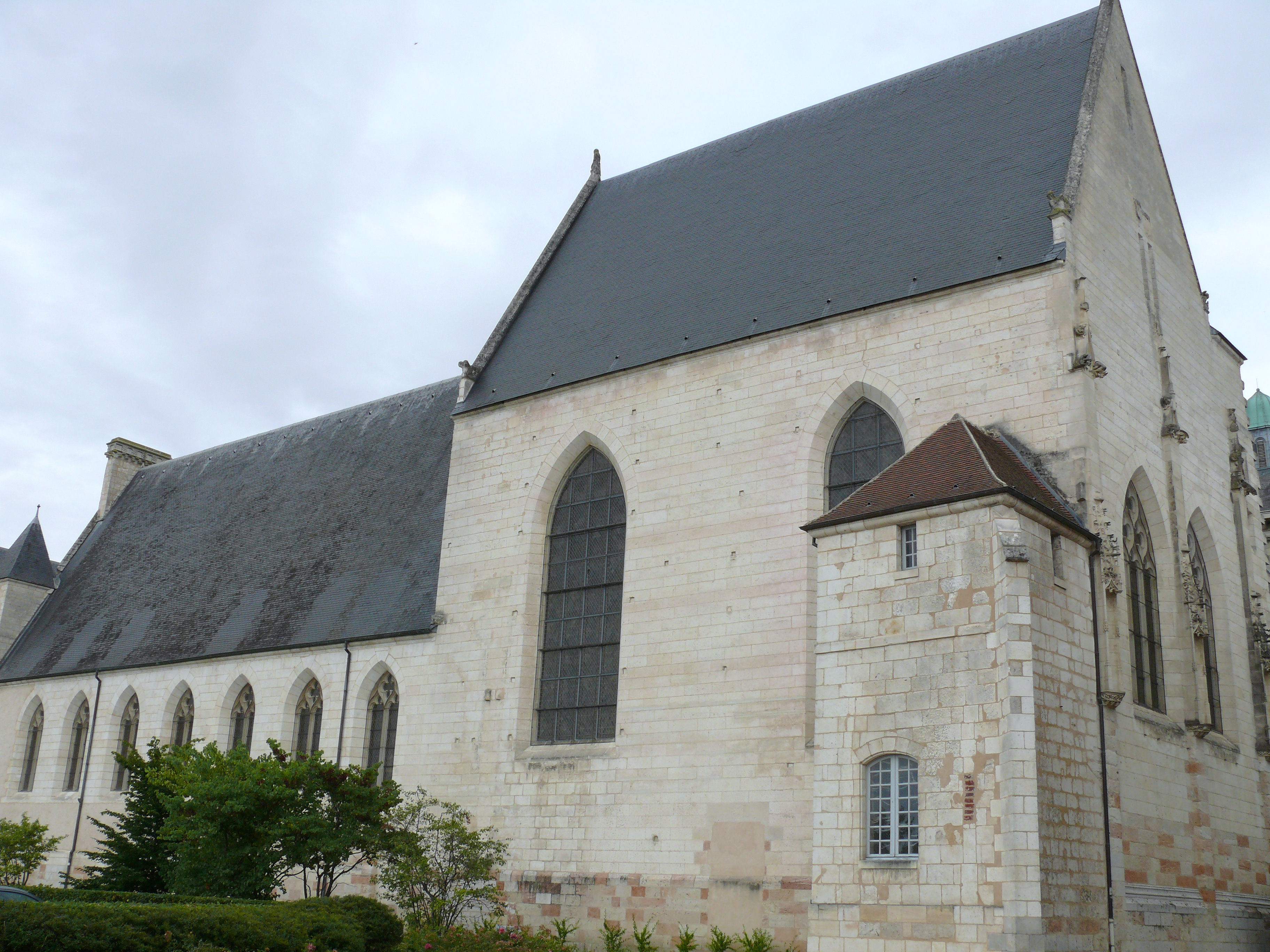
Partie gothique du XVIe siècle.

L'hôtel Dieu fait suite à un établissement beaucoup plus ancien, datant de 580, qui était situé près de la cathédrale (Vactes Bourboneisis, rue Bourbonnoux) et dont il ne reste rien.
L’hôtel-Dieu de Bourges, date pour sa partie gothique flamboyante de 1510 à 1527. Sa construction débute après le grand incendie de la Madeleine, qui détruit une grande partie de la ville le 22 juillet 1487.
L'initiative de sa construction reviendrait à l'archevêque Guillaume de Cambrai, qui achète les terrains sur le domaine de la paroisse Saint-Médard, alors que les terrains libérés près de la cathédrale Saint-Étienne, sont attribués à l'installation de la nouvelle université de droit et de médecine. Son architecte n'est pas connu mais l'un des principaux acteurs semble être Antoine Boyer, l’archevêque de Bourges et Marguerite d'Angoulême, duchesse de Berry et sœur de François Ier.
La construction bénéficie des nombreux artisans et artistes présents dans la région pour participer à la construction des bâtiments civils ; le maitre maçon Guillaume Pelvoysin (Hôtel Lallemant et Hôtel Cujas) et le maître-verrier Jean Lecuyer (église Saint-Bonnet) participent ainsi au chantier.
L'établissement est construit grâce à des dons et sa gestion est assurée par les échevins, avec l'aide de religieuses conformément au quatrième concile du Latran (1215). Il possédait un important patrimoine immobilier et des vignes en particulier à proximité à Saint-Doulchard comme l'atteste l'Extrait du registre de comptes de l'Hôtel-Dieu de Bourges de 1500-1501.
La construction commence par la porte monumentale, qui donne sur la rue Royale (rue Saint-Sulpice, actuellement rue Gambon), qui joint ainsi l’abbaye Saint-Sulpice (actuellement place Rabelais) située hors des murs (rempart des pauvres) et le quartier très actif de la rue Bourbonnoux. Les bâtiments initiaux sont construits perpendiculairement à la rue (pignon sur rue) et sont mis en service rapidement en 1526.
La chapelle comporte deux travées voutée sur nervures diagonales et était initialement éclairée par les fenêtres à meneaux actuellement murées, située de part et d'autre du contrefort vertical médian . Les contreforts de la chapelle sont intérieurs, améliorant la stabilité du bâtiment, sans saillie visible de l'extérieur. La salle des malades, moins haute est éclairée par quatorze fenêtres en lancette et se terminait par une grande cheminée, qui la séparait ainsi de la pharmacie. À droite de la façade sur rue, se trouve un porte de style renaissance décorée des symboles de la passion, sculpté par Marsault Paule et qui comporte une niche avec une cloche pour y déposer les nourrissons abandonnés.

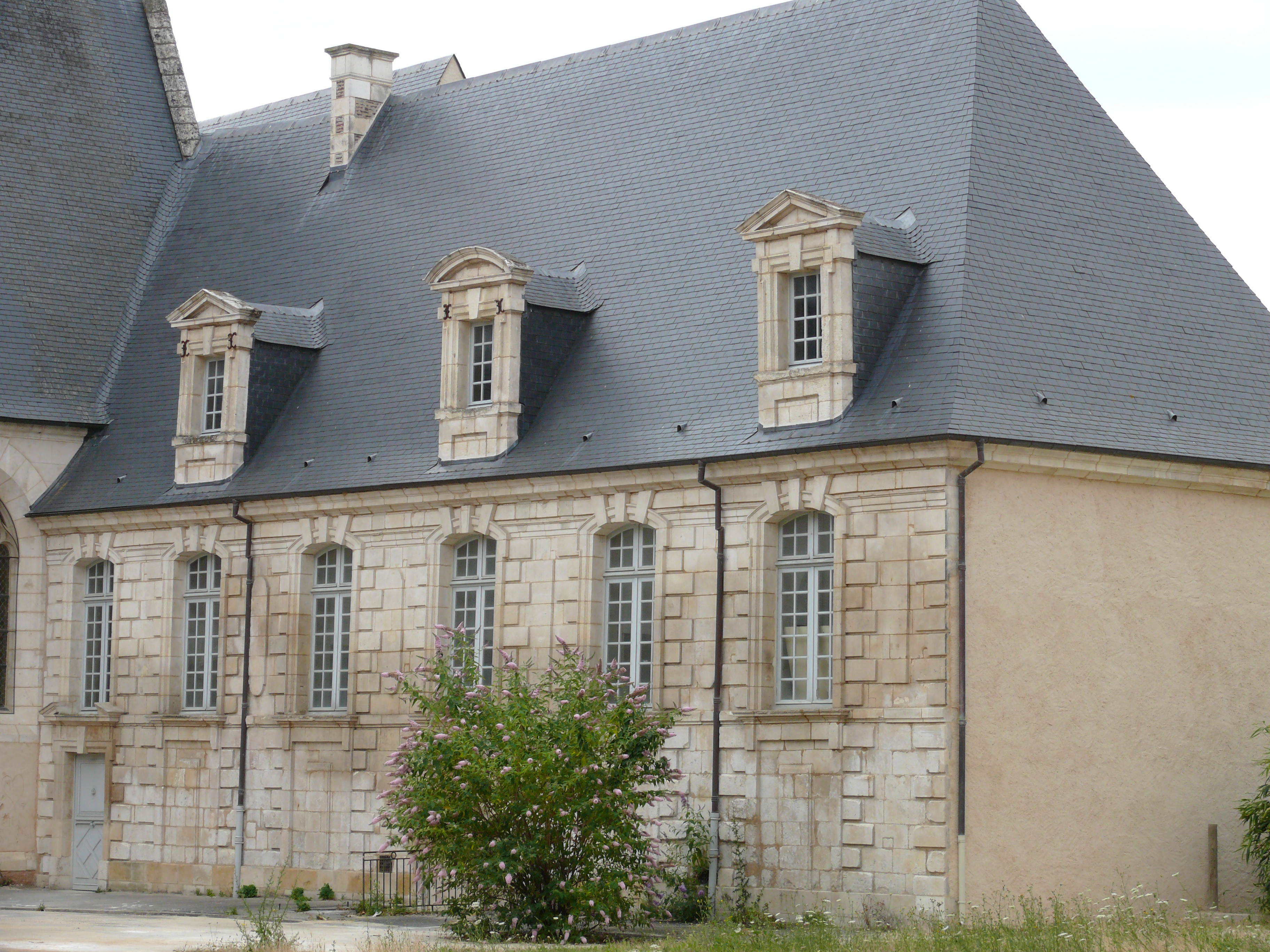
Partie classique du XVIIe siècle.

En dehors de l'architecte, les noms des artisans et la provenance des matériaux sont bien connus par l'analyse minutieuses des devis et factures archivées par les échevins. Les charpentes datent de 1516 pour la salle des malades et de 1522 pour celle de la chapelle, dont la maçonnerie avait pourtant commencée avant. Le plafonnement de la salle des malades et le voûtement intérieur de la chapelle semblent avoir été réalisés seulement ensuite sous l’abri du toit couvert de 50 000 ardoises.
Une aile en retour, consacrée au femmes fiévreuses, est construite entre 1628  et 1639 par l'architecte berruyer Jean Lejuge à l'occasion de l'épidémie de peste. Une seconde aile en retour est bâtie le long de la rue en 1637. La cour est fermée ensuite par un bâtiment parallèle situé à l'est érigé en 1603 et reconstruit ultérieurement au XIXe siècle. Il a abrité des patients jusqu'en 1994.
L'arrivée des premières religieuses au nombre de quatre et suivant la règle de saint Augustin date du 21 octobre 1523, mais la mise en service effective de l’hôpital daterait de 1527. En 1796, l'Hôtel-Dieu est renommé hospice civil et militaire et le personnel devient laïc. En 1802, après la signature du Concordat, les sœurs hospitalières de Marie Immaculées reviennent prendre en charge l'Hôpital Général et les Sœurs de la Charité prennent en charge l'Hôtel-Dieu.

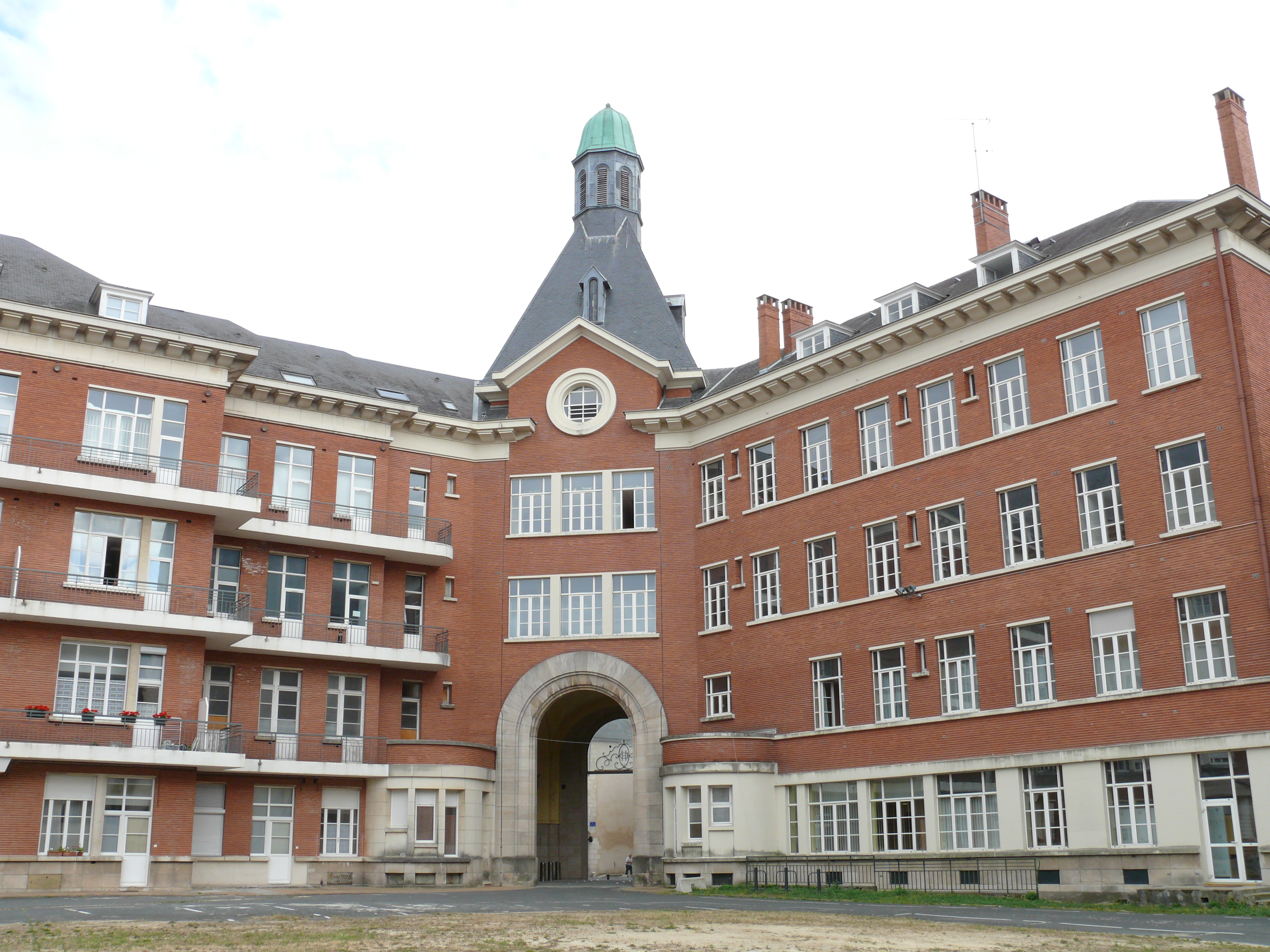
Bâtiments du XXe siècle.

Ces dernières quittent l'Hôtel-Dieu en 1970. Des bâtiments sont construits sur le site en 1938, puis 1967. La construction du centre hospitalier Jacques Cœur à l'est de la ville en 1995 entraîne la fermeture de l'Hôtel-Dieu.

## Structure
L'Hôtel-Dieu historique est composée de trois ailes formant un U :
- un bâtiment principal orientée Nord-Sud, avec pignon sur rue ;
- au sud, le long de la rue, un bâtiment percé d'une porte cochère renaissance ;
- au nord, l'aile dite « Le Juge ».

Le bâtiment orienté Nord-Sud est composé d'une chapelle, large de Modèle:Onbr, haute de 28 m et longue de 20 m, prolongée par la salle des malades, aussi large mais plus longue (30 m) et plus basse. Entièrement pavée et aérée par de grandes baies en ogive, cette salle pouvait accueillir quatorze lits qui avaient vue sur l'autel de la chapelle située en enfilade. Au-delà se trouvait une cuisine séparée de la chambre des malades par une cheminée monumentale, avec à l'est, côté ville, une cour comportant un puits. À l'étage sous les combles, accessibles par un escalier à vis, devaient se situer des chambres pour les serviteurs. Au XVIIIe siècle, les besoins (jusqu'à cent patients) imposent la séparation de la salle des malades en deux niveaux avec altérations des baies latérales, attestée par les travaux de 1794. Après que l'Hôtel-Dieu soit devenu l'hospice civil et militaire en 1796, les vitraux de Lecuyer sont démontés pour récupérer le plomb. Un plancher est adjoint à la chapelle pour l'utiliser sur deux étages.
Une vue d'ensemble avec une perspective plongeante a été reconstitué fidèlement par Jean Chen en 2017 . 
Les bâtiments, classés au titre des monuments historiques en 1946, sont intégrés à la zone historique sauvegardée définie en 1965.

## Autres lieux de soins au Moyen Âge à Bourges
Le premier Hôtel-Dieu, créé par Sulpice le sévère (archevêque de Bourges de 584-591), était situé à l'Est de la ville contre la cathédrale. Il portait le nom de grand Hôtel-Dieu en 1484 au moment où il a été désaffecté pour être utilisé par l'Université de Bourges. À la même période, la gestion de la santé publique passe de l'autorité ecclésiastique à l'autorité civile.
L'Hôpital Saint-Lazare a été institué en 1172. Construit hors des murs afin d'isoler les lépreux, il comprenait deux bâtiments, l'un pour les lépreux et l'autre pour les frères. Ce dernier comprenait une chapelle (1521). Les bâtiments de cette maladrerie ont disparu lors de la construction de la route de Saint-Michel.
Le Sanitat a été construit en 1500-1510 dans le faubourg Taillegrain donc également hors des remparts près de la fontaine Saint-Ambroux pour accueillir les pestiférés. Ce lazaret était géré par des civils employés de la ville (les moutonniôter). Il est transformé en hôpital général en 1657 dès avant l'édit de Colbert de 1662 donnant aux hôpitaux généraux pour mission de « retirer, assister, nourrir et instruire les pauvres pour soulager la misère et ôter la mendicité ». L'hôpital général de Bourges dispose de l'aide des sœurs de la Charité de Montoire qui sont installées à Asnières-lès-Bourges par Michel Phélypeaux de la Vrillière en 1687.
L'Hospice Saint-Julien, installé en 1216, près de la porte Saint-Bonnet, mais intramuros, près du pont Saint-Privé, accueillait les pauvres, étrangers à la ville (limité à 30 places) et fut dès le XVIIe siècle rattaché à l'Hôtel-Dieu.